# بیدواز
بیدواز، روستایی از توابع بخش مرکزی شهرستان اسفراین در استان خراسان شمالی ایران است. مردم روستای بیدواز تات هستند و زبان‌شان تاتی است.

## جمعیت
این روستا در دهستان میلانلو قرار دارد و براساس سرشماری مرکز آمار ایران در سال ۱۳۸۵، جمعیت آن ۲۲۹ نفر (۶۴خانوار) بوده‌است.